# Radio Bío-Bío
Radio Bío-Bío ist ein chilenischer Radiosender, der sich auf Nachrichten, Musik und Sportprogramme konzentriert. Der Hauptsitz befindet sich in Concepción, der Hauptstadt der Region Biobío, im Süden des Landes. Obwohl es sich um einen regionalen Radiosender handelt, verfügt er über eine landesweite Sendeabdeckung. Er gehört zur Holdinggesellschaft Bío-Bío Comunicaciones.

## Geschichte
Die erste Radiosendung des Senders erfolgte am 24. April 1966. Sein Gründer war Nibaldo Mosciatti Moena, ein chilenischer Geschäftsmann italienischer Abstammung. Der Radiosender folgte der redaktionellen Linie und dem programmatischen Modell von Radio El Carbón de Lota, das 1959 in der Kohlebergbaustadt gegründet wurde und als dessen Vorgänger gilt.
Zwischen 1970 und 1973 war es ein Medienunternehmen, das sich gegen die sozialistische Regierung (Unidad Popular) von Salvador Allende wandte, und nach dem Putsch von 1973 war es ein Radiosender, der sich gegen die Pinochet-Diktatur stellte, weshalb es zensiert wurde und dessen Betrieb von 1984 bis 1987 verboten war. Der Radiosender konnte über die Volksabstimmung von 1988, die Präsidentschaftswahlen im folgenden Jahr und Pinochets Machtübergabe an die Zivilbevölkerung im 1990 berichten. Mit der Errichtung demokratischer Regierungen und der Gewährleistung der Presse- und Meinungsfreiheit wuchs die landesweite Verbreitung des Radiosenders und gründete Niederlassungen in anderen Regionen des Landes, darunter auch in der Metropolregion im 1997.
Am 1. August 2009 startete der Radiosender seine eigene Nachrichten-Website, die später in BiobioChile umbenannt wurde. Diese Website wurde zu einer der meistbesuchten im Land in den 2010er und 2020er Jahren.  Nach dem Erdbeben 2010 war es mit seinem Epizentrum in der Region Biobío der einzige Radiosender, der wenige Minuten nach dem Erdbeben weiter senden konnte und so während der Notsituation wichtige Kommunikationsarbeit für den Rest des Landes leistete.